# Carrodano
Carrodano este o comună din provincia La Spezia, regiunea Liguria, Italia, cu o populație de 473 locuitori (1 ianuarie 2023) și o suprafață de 21,86 km².

## Demografie
Carrodano - evoluția demografică

|  | Graficele sunt indisponibile din cauza unor probleme tehnice. Mai multe informații se găsesc la Phabricator și la wiki-ul MediaWiki. |

Date: Recensăminte sau birourile de statistică - grafică realizată de Wikipedia